# Australopericoma cesticella
Australopericoma cesticella és una espècie d'insecte dípter pertanyent a la família dels psicòdids.

## Descripció
- El mascle fa entre 1,13 i 1,23 mm de llargària a les antenes (1,14-1,19 en el cas de la femella), mentre que les ales mesuren 2,41-2,65 de longitud (2,43-2,77 la femella) i 0,84-0,92 d'amplada (0,84-0,94 la femella).[4]

## Distribució geogràfica
Es troba a Centreamèrica: Costa Rica.